# Abat de Poblet

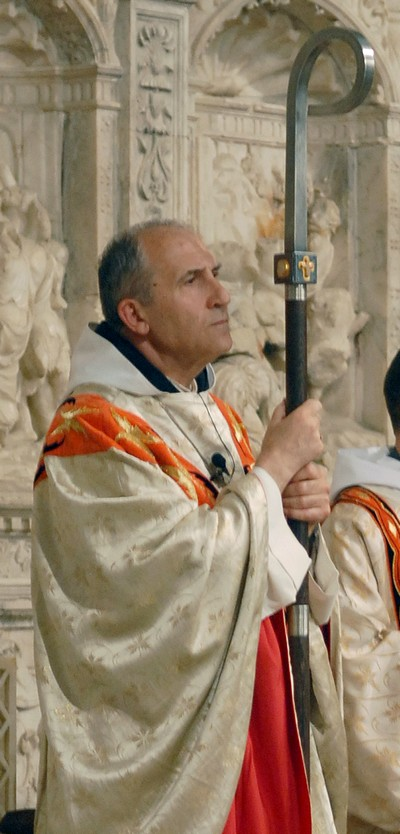
Josep Alegre, abat de Poblet 1998-2015

L'abat de Poblet és el pare espiritual del monestir de Poblet. Des del 18 de maig de 1375, l'abat de Poblet era també l'almoiner major del rei, títol concedit per Pere el Cerimoniós a l'abat Guillem d'Agulló i als seus successors. A més, l'abat tenia el control de multitud de viles i terres arreu dels Països Catalans i Aragó, gràcies a donacions de monarques i nobles catalans, valencians, balears i aragonesos. En la història dels abats de Poblet es distingeixen tres períodes:
- 1153-1623: abats perpetus. Eren vitalicis i només podien ser recusats per decisió judicial (com ho fou Pere Caixal el 1531), reial (com Josep Salvador el 1786 per Carles III) o papal (com Jaume Carbó el 1413 per Benet XIII).
- 1623-1835: abats quadriennals. Escollits per un període de quatre anys, podien repetir en períodes no consecutius.
- 1835-1940: sense vida monacal
- Des del 1940: abats contemporanis.

## Abaciologi de Poblet
Abats i priors que han regit el monestir de Poblet des de la seva fundació. La numeració pot variar depenent de les fonts, a causa de reeleccions, guerres, exclaustracions i altres motius extraordinaris.
| Núm. | Nom                             | Període     | Ressenya Biogràfica |
| --- | ------------------------------- | ----------- | --- |
| - | Poblet                          | -           | Ermità i primer abat, segons la llegenda |
| 0 | Sanç                            | 1150        | Abat de Fontfreda en el moment de la donació de les terres de Poblet a l'orde del Cister (18 de gener de 1150) |
| 1 | Vidal                           | ?-1153      | Rep una butlla papal el 30 de novembre de 1152 |
| 2 | Guerau de Marbons               | 1153-1154   | Prior el 27 de març de 1153 i el 9 d'agost del mateix any ja signa un document com a abat. |
| 3 | Grimoald                        | 1154-1160   | Prior el 29 d'agost de 1154 |
| 4 | Esteve de Sant Martí            | 1160-1165   | Després fou bisbe d'Osca (1165-1186) |
| 5 | Hug                             | 1165-1181   | - |
| 6 | Esteve Droc                     | 1181-1185   | - |
| 7 | Pere del Talladell              | 1185-1187   | - |
| 8 | Esteve                          | 1187-1190   | - |
| 9 | Pere de Maçanet                 | 1190-1196   | Fundà el monestir de Piedra, a Aragó |
| 10 | Arnau Amalric                   | 1196-1198   | Lluità contra els càtars amb Simó de Montfort i contra els musulmans a les Navas de Tolosa. Durant el setge de Besiers li és atribuïda la frase: Mateu-los a tots; Déu ja reconeixerà els seus!. La ciutat fou saquejada i hi moriren 7000 persones. |
| 11 | Pere de Concabella              | 1198-1204   | - |
| 12 | Pere de Curtacans               | 1205-1214   | - |
| 13 | Arnau de Filella                | 1214-1220   | - |
| 14 | Ramon d'Hostalric               | 1221-1224   | - |
| 15 | Ramon de Cervera                | 1224-1229   | Va anar amb el rei Jaume I a la conquesta de Mallorca |
| 16 | Arnau de Gallard                | 1229-1231   | - |
| 17 | Vidal d'Alguaire                | 1232-1236   | Fundà el monestir de Benifassà el 1233 |
| 18 | Simó Ximeno                     | 1236-1237   | - |
| 19 | Ramon de Siscar                 | 1237-1238   | Natural de la Ribagorça, fou bisbe de Lleida. |
| 20 | Ramon Donat                     | 1238-1241   | Fundà el monestir de la Real, a Mallorca (1239) |
| 21 | Vidal                           | 1241-1242   | - |
| 22 | Domènec de Ximeno               | 1243-1245   | - |
| 23 | Berenguer de Castellots         | 1246-1253   | - |
| 24 | Arnau de Preixens               | 1254-1267   | - |
| 25 | Arnau d'Oliola                  | 1267-1276   | - |
| 26 | Bernat de Cervera               | 1276-1287   | - |
| 27 | Guillem d'Estanyol              | 1288-1297   | Dimití arran de l'escàndol del seu viatge com a ambaixador d'Alfons el Benigne a la cort de Jaume I de Sicília |
| 28 | Gil de Rosselló                 | 1297-1302   | - |
| 29 | Pere d'Alferic                  | 1302-1312   | Fundà el priorat de Natzaret, a Barcelona (1311) |
| 30 | Andreu Timor                    | 1312-1315   | - |
| 31 | Ponç de Copons                  | 1316-1348   | El 1343 feu copiar el Libre dels feyts del Rey En Jacme. |
| 32 | Bernat de Palau                 | 1348        | Cavaller de la cort d'Alfons el Benigne que abandonà les armes per fer-se monjo. Morí una setmana després d'ésser escollit abat a causa de la Pesta Negra (fou abat del 8 d'agost al 16 d'agost)                                                     |
| 33 | Arnau d'Eixamús                 | 1348-1361   | - |
| 34 | Guillem d'Agulló                | 1361-1393   | Pere III li concedí, per a ell i els seus successors, el títol d'almoiner major del rei (1375) |
| 35 | Vicent Ferrer                   | 1393-1409   | - |
| 36 | Jaume Carbó                     | 1409-1413   | Majoral de Quart de Poblet, domini del monestir a prop de València, elevat a abat per Benet XIII durant el Cisma d'Occident |
| 37 | Joan Martínez de Mengucho       | 1413-1433   | Nomenat per Benet XIII durant el Cisma d'Occident |
| 38 | Guillem de Queralt              | 1434-1435   | Amb el suport de fra Pere Marginet, exmonjo i home venerable, acceptà l'abadiat. |
| 39 | Miquel Roures                   | 1435-1437   | - |
| 40 | Bartomeu Conill                 | 1437-1458   | Escollit de nou pels monjos |
| 41 | Miquel Delgado                  | 1458-1478   | 33è president de la Generalitat de Catalunya (1476-1478) i abat durant la Guerra civil catalana, en la qual s'alineà amb el rei mentre la seva comunitat feia costat la Generalitat revoltada.                                                       |
| 42 | Joan Estanyà                    | 1478-1480   | - |
| 43 | Juan Payo Coello                | 1480-1498   | Natural de Zamora. Cavaller, deixà les armes per fer-se monjo. Ferran II el nomenà 37è president de la Generalitat de Catalunya (1488-1491) |
| 44 | Miquel Gastó                    | 1498-1499   | Prior president |
| 45 | Joan Boada                      | 1499-1502   | - |
| 46 | Domènec Porta                   | 1502-1526   | Nomenat reformador de tots els Monestirs del Cister a Espanya el 1508 |
| 47 | Pere Caixal                     | 1526-1531   | Consagrà el retaule central renaixentista, esculpit en alabastre per Damià Forment. Posteriorment fou jutjat per la Inquisició, excomunicat i tancat a la Presó d'Estat de Xàtiva (1534-1543)                                                        |
| 48 | Fernando de Lerín               | 1531-1545   | - |
| 49 | Gabriel Forès                   | 1545-1546   | - |
| 50 | Pere Boquers                    | 1546-1564   | - |
| 51 | Joan de Guimerà                 | 1564-1583   | - |
| 52 | Francesc Oliver de Boteller     | 1583-1598   | 75è president de la Generalitat de Catalunya (1587-1588) i (1596-1598) |
| 53 | Joan Tarròs                     | 1598-1602   | - |
| 54 | Simó Trilla                     | 1602-1623   | Lluità aferrissadament contra la creació de la Congregació Cistercenca d'Aragó, erigida finalment el 1616. A la seva mort, Poblet hi fou inclòs i els abats esdevingueren quadriennals                                                               |
| 55 | Miquel Merola                   | 1623-1627   | - |
| 56 | Domènec Quiles                  | 1627-1631   | - |
| 57 | Miquel Mayor                    | 1631-1636   | - |
| 58 | Jaume Pallarès                  | 1636-1640   | Abat durant el Corpus de Sang |
| 59 | Rafael Llobera                  | 1640-1644   | - |
| R | Jaume Pallarès                  | 1644-1648   | Reelegit abat |
| R | Rafael Llobera                  | 1648-1652   | Reelegit abat |
| 60 | Josep Sanç                      | 1652-1656   | - |
| 61 | Joaquim Arbolí                  | 1656-1660   | - |
| 62 | Antoni Rossell                  | 1660-1664   | - |
| 63 | Josep Reduà                     | 1664-1668   | - |
| R | Antoni Rossell                  | 1668-1672   | Reelegit abat |
| 64 | Josep Serra                     | 1672-1677   | - |
| R | Antoni Rossell                  | 1677-1680   | tercera reelecció com a abat |
| 65 | Vicenç Prada                    | 1680-1684   | - |
| 66 | Josep Tresánchez                | 1684-1688   | - |
| 67 | Pere Virgili                    | 1688-1692   | - |
| 68 | Pere Albert                     | 1692-1696   | - |
| 69 | Josep Rosers                    | 1696-1700   | - |
| R | Josep Tresánchez                | 1700-1704   | Reelegit abat |
| 70 | Francesc Dorda                  | 1704-1708   | Abat austriacista. Després fou bisbe de Solsona fins que fou destituït per Felip V |
| 71 | Baltasar Fontanilles            | 1708-1713   | Prior president |
| 72 | Josep Escuder                   | 1713-1716   | - |
| 73 | Baltasar de Saiol               | 1716-1720   | - |
| R | Baltasar Fontanilles            | 1720-1724   | - |
| R | Baltasar de Saiol               | 1724-1728   | Reelegit abat |
| 74 | Fèlix Genover                   | 1728-1732   | - |
| R | Baltasar de Saiol               | 1732-1736   | 3a reelecció |
| 75 | Francesc Fornaguera             | 1736-1741   | - |
| 76 | Josep Antoni de Lledó           | 1741-1744   | - |
| R | Francesc Fornaguera             | 1744-1748   | Reelegit abat |
| 77 | Pere Parellada                  | 1748-1752   | - |
| 78 | Miquel Cuiàs                    | 1752-1756   | - |
| 79 | Agustí Oliva                    | 1756-1760   | - |
| R | Miquel Cuiàs                    | 1760-1764   | Reelegit abat |
| 80 | Josep Baldrich                  | 1764-1768   | - |
| 81 | Joan Beltrí                     | 1768-1772   | - |
| 82 | Josep Fibla                     | 1772-1776   | - |
| 83 | Josep Güell                     | 1776-1780   | - |
| 84 | Francesc Ferrer                 | 1780-1784   | Prior president |
| 85 | Josep Salvador                  | 1784-1786   | Destituït per Carles III a la meitat del seu mandat |
| 86 | Agustín Vázquez de Varela       | 1786-1793   | Nomenat per Carles III |
| 87 | Anselmo Troncoso                | 1793-1794   | Prior president |
| 88 | Pere Cererols                   | 1794-1797   | - |
| 89 | Josep Sabater                   | 1797-1800   | - |
| 90 | Antoni Mas                      | 1800-1804   | - |
| 91 | Joaquim Casanovas               | 1804-1808   | - |
| 92 | Josep Barba i Suris             | 1810-1811   | Jutjat i exiliat a les Illes Balears |
| Sense vida monàstica (1811)-(1813): el 1809, durant la Guerra del Francès, el monestir fou saquejat pels francesos i el 1811 confiscat, però el 1813 els monjos s'hi reinstal·laren                                                                                   |                                 |             | |
| 93 | Josep Roca                      | 1813-1815   | Prior president |
| 94 | Jaume Pàmies                    | 1815-1819   | - |
| 95 | Esteve Torrell                  | 1819-1822   | Decret de supressió d'ordes monacals el 1820. El monestir resta com a casa de reunió d'exmonjos fins a la supressió definitiva el 1822 |
| R | Josep Barba i Suris             | 1822-1823   | Al capdavant de la casa d'exmonjos |
| R | Esteve Torrell                  | 1823-1825   | Amb la restauració absolutista, retorn dels monjos en actiu |
| 96 | Josep Queralt                   | 1826-1831   | - |
| 97 | Sebastià Gatell                 | 1831-1834   | - |
| 98 | Ramon Bertran                   | 1834-1835   | Prior president |
| R | Sebastià Gatell                 | 1835        | Reelegit i abat en el moment de l'exclaustració |
| Sense vida monàstica (1835)-(1940): la desamortització de Mendizábal (1836) posà fi a 684 anys de vida monàstica al monestir de Poblet. Els monjos no tornaren fins al 1940, quan l'abat general del Cister hi restaurà la vida monàstica amb quatre monjos italians. |                                 |             | |
| 99 | Giovanni Maria Rosavini         | 1940-1950   | Prior |
| 100 | Gregori Jordana                 | 1950-1953   | Prior president |
| 101 | Edmond Maria Garreta i Olivella | 1953-1966   | Prior president de 1953-1954 i abat de 1954-1966 |
| 102 | Robert Saladrigues              | 1966-1970   | Prior administrador. Sota el seu abadiat es fundà el monestir de Solius el 1967 |
| 103 | Maur Esteva i Alsina            | 1970-1998   | Abat durant la fi del franquisme i la restauració de la democràcia. Aconseguí que el monestir fos reconegut Patrimoni de la Humanitat per la UNESCO el 1991. Donà l'empenta definitiva a la restauració del monestir.                                |
| 104 | Josep Alegre i Vilas            | 1998-2015   | |
| 105 | Octavi Vilà i Mayo              | 2015-2024   | Nomenat bisbe de Girona el 2024 |
| 106 | Rafel Barruè i Broch            | Des de 2024 | Actual abat |